# 6319 Beregovoj
6319 Beregovoj este un asteroid din centura principală de asteroizi.

## Descriere
6319 Beregovoj este un asteroid din centura principală de asteroizi. A fost descoperit pe 19 noiembrie 1990 la Observatorul La Silla de Eric Walter Elst. El prezintă o orbită caracterizată de o semiaxă mare de 2,27 ua, o excentricitate de 0,08 și o înclinație de 4,1° în raport cu ecliptica.